# Долина Іберус
Долина Іберус (англ. Iberus Vallis) — долина у квадранглі Elysium на Марсі, розташованана на 21.3° північної широти й 152° східної довготи між вулканом Elysium і куполом Альбор. Завдовжки 80,2 км, її названо 1985 року на честь річки Ебро на півночі Іспанії. 

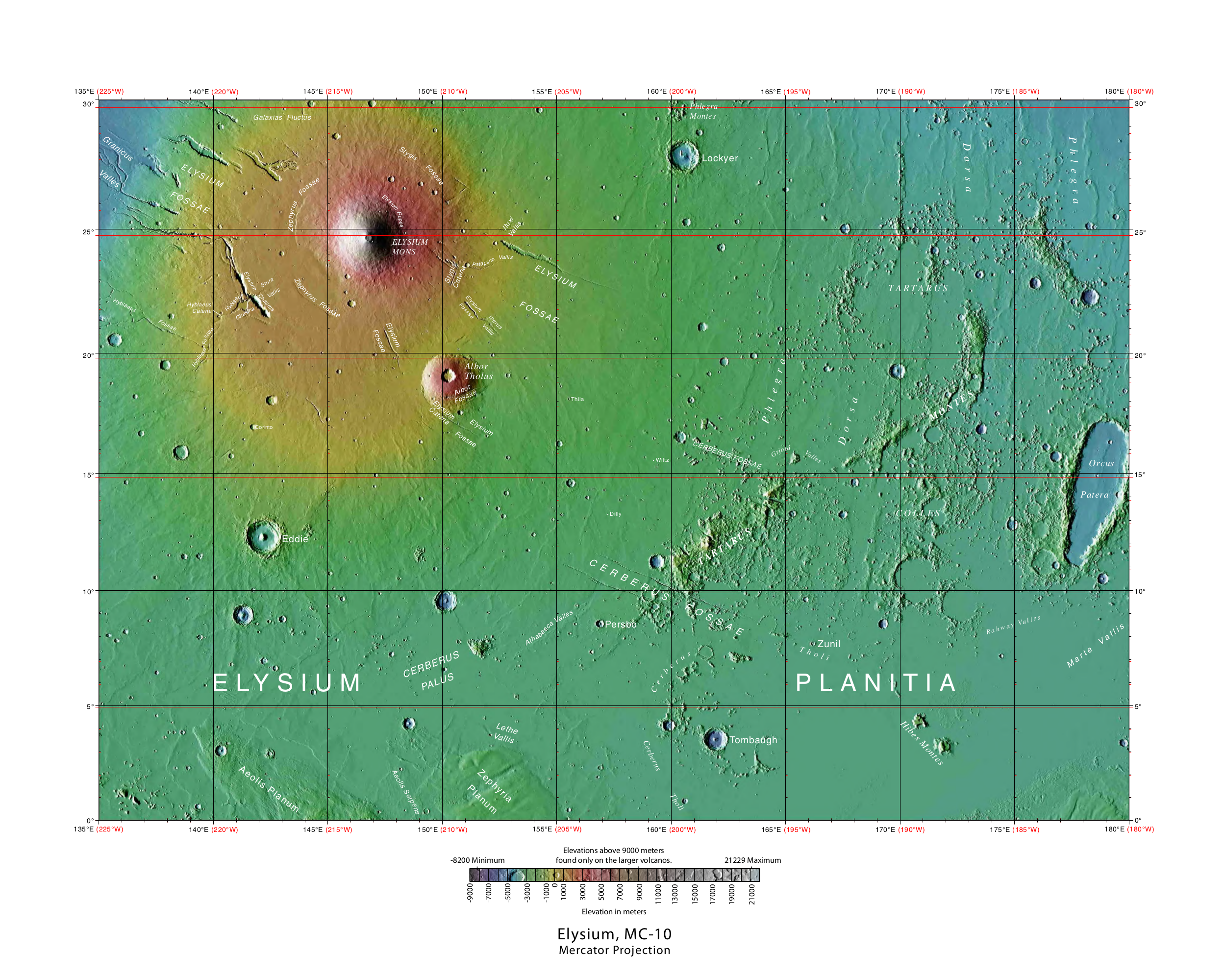
Топографічна мапа квадранґлу Elysium